# Wadah Khanfar
Wadah Khanfar (Arabisch: وضاح خنفر) (Jenin, 20 september 1968) is een Palestijns journalist en netwerk- en mediastrateeg. Hij was directeur-generaal van Al-Jazeera Network.
Khanfar studeerde aan de Universiteit van Jordanië en de Sudan International University. Bij de oprichting van Al-Jazeera in 1996 begon hij als Afrikacorrespondent en was daarna ook werkzaam in Afghanistan en Irak. In 2003 werd hij directeur van het televisiekanaal en  in 2006 van het netwerk. In 2011 kwam hij in opspraak nadat via WikiLeaks onthuld was dat hij journalistieke aanwijzingen gekregen had via de Amerikaanse ambassade in Qatar. Vlak hierna stapt hij op bij Al-Jazeera al ontkende hij een verband. Khanfar is lid van verschillende internationale denktanken. 